# Hlúpy (Belianské Tatry)
Hlúpy nebo také Šialeny vrch je vrchol Belianských Tater o nadmořské výšce 2061 m, který se nachází v místě styku Belianských Tater s hřebenem Vysokých Tater.

## Poloha
Nachází se ve střední části hlavního hřebene Belianských Tater a sousedními vrchy je na severozápadě Ždiarská vidla (2141.6 m) a na jihovýchodě Zadní Jatky 2020 m. Jihozápadním směrem se nachází výrazné Kopské sedlo, které odděluje Vysoké a Belianské Tatry.

## Přístup
Hlúpy je, podobně jako ostatní vrcholy Belianských Tater, turisticky nepřístupný.